# Qatar Open
Qatar Open, oficiálně Qatar ExxonMobil Open, je  tenisový turnaj mužů hraný v katarském hlavním městě Dauhá. Probíhá na otevřených dvorcích s tvrdým povrchem Plexicushion v areálu Khalifa International Tennis and Squash Complex. Kapacita centrálního dvorce byla v roce 2008 navýšena ze 4 106 na 6 911 diváků. Na profesionálním okruhu ATP Tour se od sezóny 2025 řadí do kategorie ATP Tour 500. V letech 2009–2024 se konal v úrovni ATP Tour 250.
Qatar Open byl založen v roce 1993, kdy obě soutěže vyhrál Němec Boris Becker. Nejvyšší počet tří singlových titulů získal Švýcar Roger Federer a ve čtyřhře čtyřikrát triumfoval Španěl Rafael Nadal. Katarská událost se koná v úvodní části sezóny, do roku 2020 v první lednový týden a od sezóny 2022 v únoru. Do dvouhry nastupuje třicet dva singlistů a čtyřhry se účastní šestnáct dvojic. 
Titulárním sponzorem a strategickým partnerem mužského Qatar ExxonMobil Open a ženského Qatar Ladies Open se v roce 2023 stala katarská bankovní skupina QNB Group (Qatar National Bank Group).

## Vývoj názvu turnaje
- 1993–2000: Qatar Mobil Open
- od 2001: Qatar ExxonMobil Open

## Přehled finále

### Dvouhra
| Rok  | vítěz                     | finalista             | výsledek                |
| ---- | ------------------------- | --------------------- | ----------------------- |
| 1993 | Boris Becker              | Goran Ivanišević      | 7–6(7–4), 4–6, 7–5      |
| 1994 | Stefan Edberg             | Paul Haarhuis         | 6–3, 6–2                |
| 1995 | Stefan Edberg (2)         | Magnus Larsson        | 7–6(7–4), 6–1           |
| 1996 | Petr Korda                | Júnis Al Ajnáví       | 7–6(7–5), 2–6, 7–6(7–5) |
| 1997 | Jim Courier               | Tim Henman            | 7–5, 6–7(5–7), 6–2      |
| 1998 | Petr Korda (2)            | Fabrice Santoro       | 6–0, 6–3                |
| 1999 | Rainer Schüttler          | Tim Henman            | 6–4, 5–7, 6–1           |
| 2000 | Fabrice Santoro           | Rainer Schüttler      | 3–6, 7–5, 3–0skreč      |
| 2001 | Marcelo Ríos              | Bohdan Ulihrach       | 6–3, 2–6, 6–3           |
| 2002 | Júnis Al Ajnáví           | Félix Mantilla        | 4–6, 6–2, 6–2           |
| 2003 | Stefan Koubek             | Jan-Michael Gambill   | 6–4, 6–4                |
| 2004 | Nicolas Escudé            | Ivan Ljubičić         | 6–3, 7–6(7–4)           |
| 2005 | Roger Federer             | Ivan Ljubičić         | 6–3, 6–1                |
| 2006 | Roger Federer (2)         | Gaël Monfils          | 6–3, 7–6(7–5)           |
| 2007 | Ivan Ljubičić             | Andy Murray           | 6–4, 6–4                |
| 2008 | Andy Murray               | Stanislas Wawrinka    | 6–4, 4–6, 6–2           |
| 2009 | Andy Murray (2)           | Andy Roddick          | 6–4, 6–2                |
| 2010 | Nikolaj Davyděnko         | Rafael Nadal          | 0–6, 7–6(10–8), 6–4     |
| 2011 | Roger Federer (3)         | Nikolaj Davyděnko     | 6–3, 6–4                |
| 2012 | Jo-Wilfried Tsonga        | Gaël Monfils          | 7–5, 6–3                |
| 2013 | Richard Gasquet           | Nikolaj Davyděnko     | 3–6, 7–6(7–4), 6–3      |
| 2014 | Rafael Nadal              | Gaël Monfils          | 6–1, 6–7(5–7), 6–2      |
| 2015 | David Ferrer              | Tomáš Berdych         | 6–4, 7–5                |
| 2016 | Novak Djoković            | Rafael Nadal          | 6–1, 6–2                |
| 2017 | Novak Djoković (2)        | Andy Murray           | 6–3, 5–7, 6–4           |
| 2018 | Gaël Monfils              | Andrej Rubljov        | 6–2, 6–3                |
| 2019 | Roberto Bautista Agut     | Tomáš Berdych         | 6–4, 3–6, 6–3           |
| 2020 | Andrej Rubljov            | Corentin Moutet       | 6–2, 7–6(7–3)           |
| 2021 | Nikoloz Basilašvili       | Roberto Bautista Agut | 7–6(7–5), 6–2           |
| 2022 | Roberto Bautista Agut (2) | Nikoloz Basilašvili   | 6–3, 6–4                |
| 2023 | Daniil Medveděv           | Andy Murray           | 6–4, 6–4                |
| 2024 | Karen Chačanov            | Jakub Menšík          | 7–6(14–12), 6–4         |
| 2025 | Andrej Rubljov            | Jack Draper           | 7–5, 5–7, 6–            |

### Čtyřhra
| Rok  | vítězové                               | finalisté                                  | výsledek              |
| ---- | -------------------------------------- | ------------------------------------------ | --------------------- |
| 1993 | Boris Becker Patrik Kühnen             | Shelby Cannon Scott Melville               | 6–2, 6–4              |
| 1994 | Olivier Delaître Stephane Simian       | Shelby Cannon Byron Talbot                 | 6–3, 6–3              |
| 1995 | Stefan Edberg Magnus Larsson           | Andrej Olchovskij Jan Siemerink            | 7–6, 6–2              |
| 1996 | Mark Knowles Daniel Nestor             | Jacco Eltingh Paul Haarhuis                | 7–6, 6–3              |
| 1997 | Jacco Eltingh Paul Haarhuis            | Patrik Fredriksson Magnus Norman           | 6–3, 6–2              |
| 1998 | Maheš Bhúpatí Leander Paes             | Olivier Delaître Fabrice Santoro           | 6–4, 3–6, 6–4         |
| 1999 | Alex O'Brien Jared Palmer              | Piet Norval Kevin Ullyett                  | 6–3, 6–4              |
| 2000 | Mark Knowles (2) Max Mirnyj            | Alex O'Brien Jared Palmer                  | 6–3, 6–4              |
| 2001 | Mark Knowles (3) Daniel Nestor         | Juan Balcells Andrej Olchovskij            | 6–3, 6–1              |
| 2002 | Donald Johnson Jared Palmer (2)        | Jiří Novák David Rikl                      | 6–3, 7–6(7–5)         |
| 2003 | Martin Damm Cyril Suk                  | Mark Knowles Daniel Nestor                 | 6–4, 7–6(10–8)        |
| 2004 | Martin Damm (2) Cyril Suk (2)          | Stefan Koubek Andy Roddick                 | 6–2, 6–4              |
| 2005 | Albert Costa Rafael Nadal              | Andrei Pavel Michail Južnyj                | 6–3, 4–6, 6–3         |
| 2006 | Jonas Björkman Max Mirnyj (2)          | Christophe Rochus Olivier Rochus           | 2–6, 6–3, [10–8]      |
| 2007 | Nenad Zimonjić Michail Južnyj          | Martin Damm Leander Paes                   | 6–1, 7–6(7–3)         |
| 2008 | Philipp Kohlschreiber David Škoch      | Jeff Coetzee Wesley Moodie                 | 6–4, 4–6, [11–9]      |
| 2009 | Marc López Rafael Nadal (2)            | Daniel Nestor Nenad Zimonjić               | 4–6, 6–4, [10–8]      |
| 2010 | Guillermo García-López Albert Montañés | František Čermák Michal Mertiňák           | 6–4, 7–5              |
| 2011 | Marc López (2) Rafael Nadal (3)        | Daniele Bracciali Andreas Seppi            | 6–3, 7–6(7–4)         |
| 2012 | Filip Polášek Lukáš Rosol              | Christopher Kas Philipp Kohlschreiber      | 6–3, 6–4              |
| 2013 | Christopher Kas Philipp Kohlschreiber  | Julian Knowle Filip Polášek                | 7–5, 6–4              |
| 2014 | Tomáš Berdych Jan Hájek                | Alexander Peya Bruno Soares                | 6–2, 6–4              |
| 2015 | Juan Mónaco Rafael Nadal (4)           | Julian Knowle Philipp Oswald               | 6–3, 6–4              |
| 2016 | Feliciano López Marc López (3)         | Philipp Petzschner Alexander Peya          | 6–4, 6–3              |
| 2017 | Jérémy Chardy Fabrice Martin           | Vasek Pospisil Radek Štěpánek              | 6–4, 7–6(7–3)         |
| 2018 | Oliver Marach Mate Pavić               | Jamie Murray Bruno Soares                  | 6–2, 7–6(8–6)         |
| 2019 | David Goffin Pierre-Hugues Herbert     | Robin Haase Matwé Middelkoop               | 5–7, 6–4, [10–4]      |
| 2020 | Rohan Bopanna Wesley Koolhof           | Luke Bambridge Santiago González           | 3–6, 6–2, [10–6]      |
| 2021 | Aslan Karacev Andrej Rubljov           | Marcus Daniell Philipp Oswald              | 7–5, 6–4              |
| 2023 | Wesley Koolhof (2) Neal Skupski        | Rohan Bopanna Denis Shapovalov             | 7–6(7–4), 6–1         |
| 2023 | Rohan Bopanna (2) Matthew Ebden        | Constant Lestienne Botic van de Zandschulp | 6–7(5–7), 6–4, [10–6] |
| 2024 | Jamie Murray Michael Venus             | Lorenzo Musetti Lorenzo Sonego             | 7–6(7–0), 2–6, [10–8] |
| 2025 | Julian Cash Lloyd Glasspool            | Joe Salisbury Neal Skupski                 | 6–3, 6–2              |

## Rekordy
| Mužská dvouhra           | Mužská dvouhra | Mužská dvouhra |
| Rekord                   | Rekord         | držitelé rekordu                                                                                                   |
| ------------------------ | -------------- | --- |
| Nejvíce titulů           | 3              | Roger Federer (2005, 2006, 2011)                                                                                   |
| Nejvíce finále           | 5              | Andy Murray (2007, 2008, 2009, 2017, 2023)                                                                         |
| Nejvíce vyhraných zápasů | 27             | Roger Federer |
| Nejstarší vítěz          | 33 let         | Roberto Bautista Agut (2022)                                                                                       |
| Nejmladší vítěz          | 20 let         | Andy Murray (2008)                                                                                                 |
| Nejmladší finalista      | 18 let         | Jakub Menšík (2024)                                                                                                |
| Nejvýše postavený vítěz  | 1. ATP         | Roger Federer (2005, 2006) Rafael Nadal (2014) Novak Djoković (2016)                                               |
| Nejníže postavený vítěz  | 124. ATP       | Rainer Schüttler (1999)                                                                                            |
| Mužská čtyřhra           |                | |
| Nejvíce titulů           | 4              | Rafael Nadal (2005, 2009, 2011, 2015)                                                                              |
| Nejvíce finále           | 4              | Mark Knowles (1996, 2000, 2001, 2003) Daniel Nestor (1996, 2001, 2003, 2009) Rafael Nadal (2005, 2009, 2011, 2015) |

## Galerie

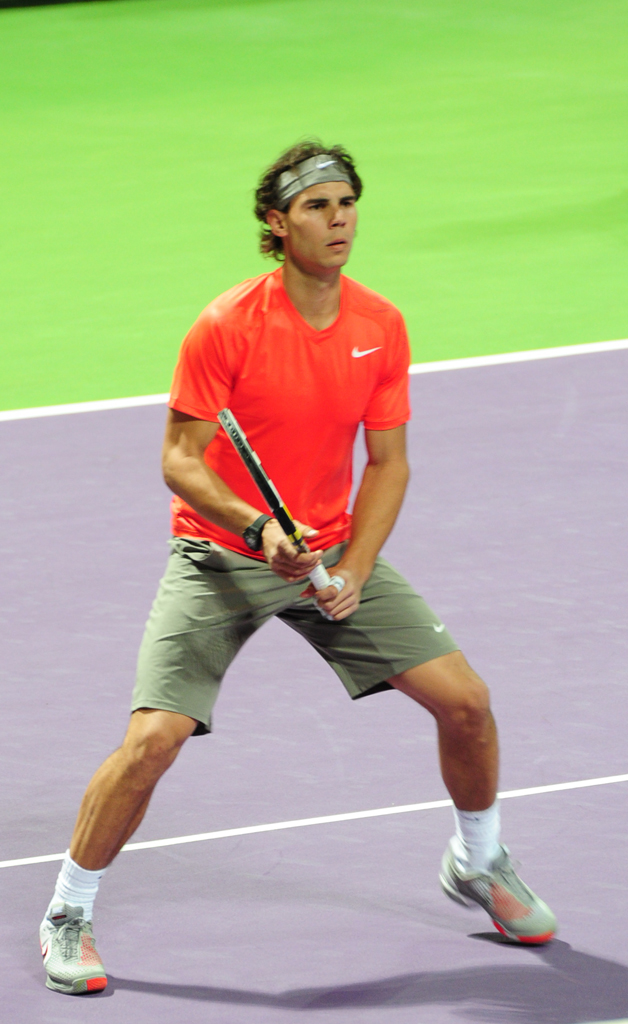
Rafael Nadal, 2011
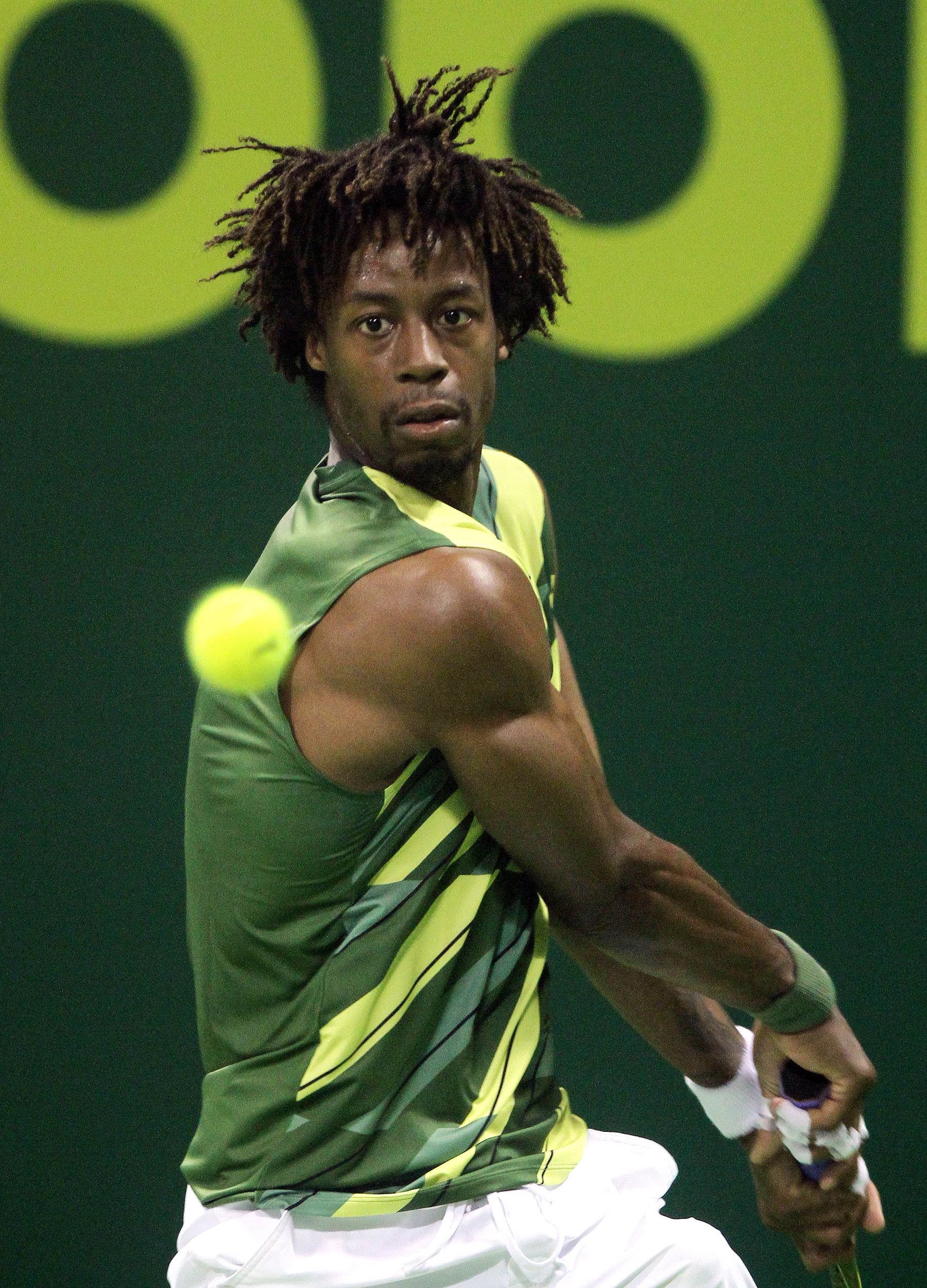
Gaël Monfils, 2012
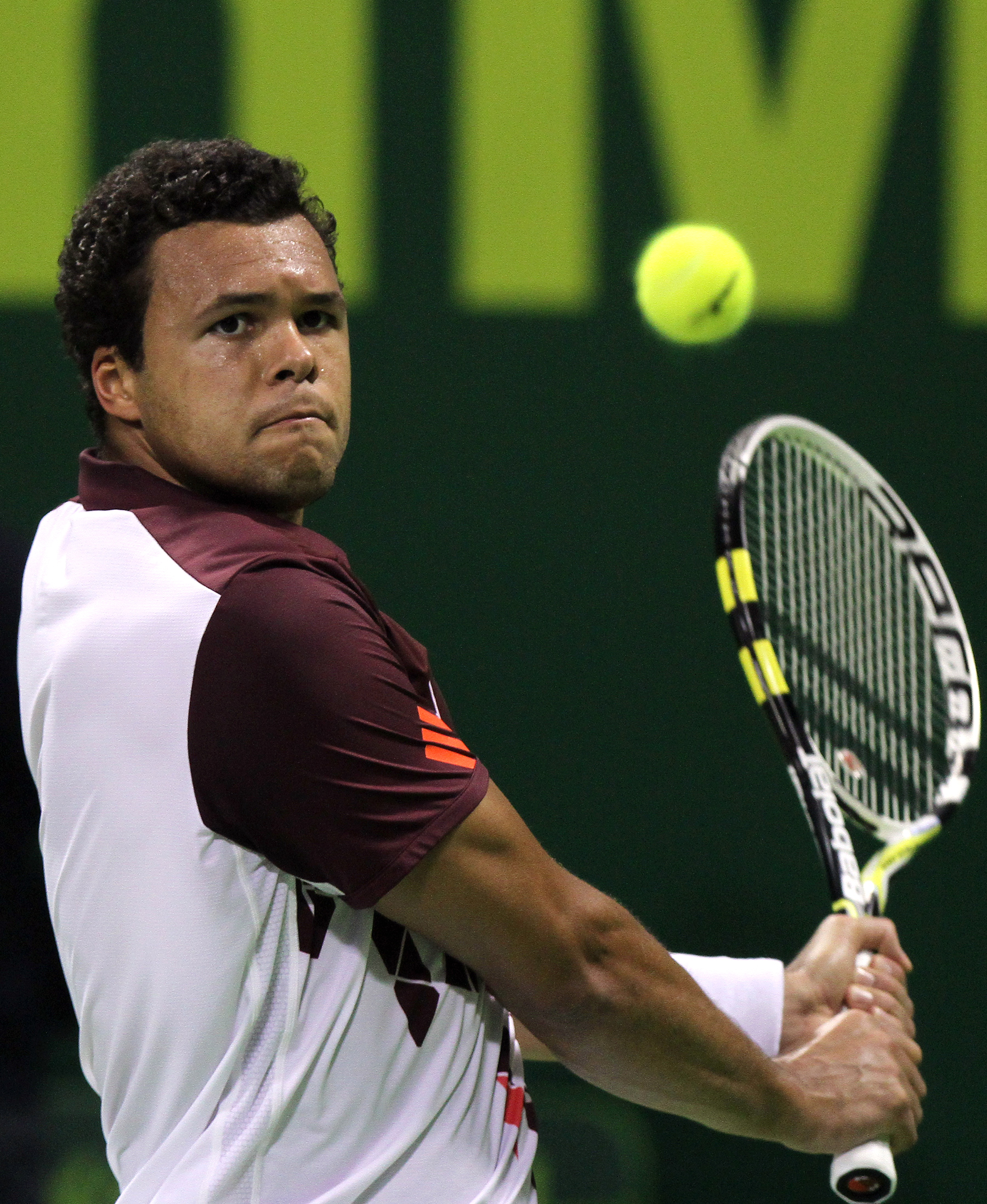
Jo-Wilfried Tsonga, 2012
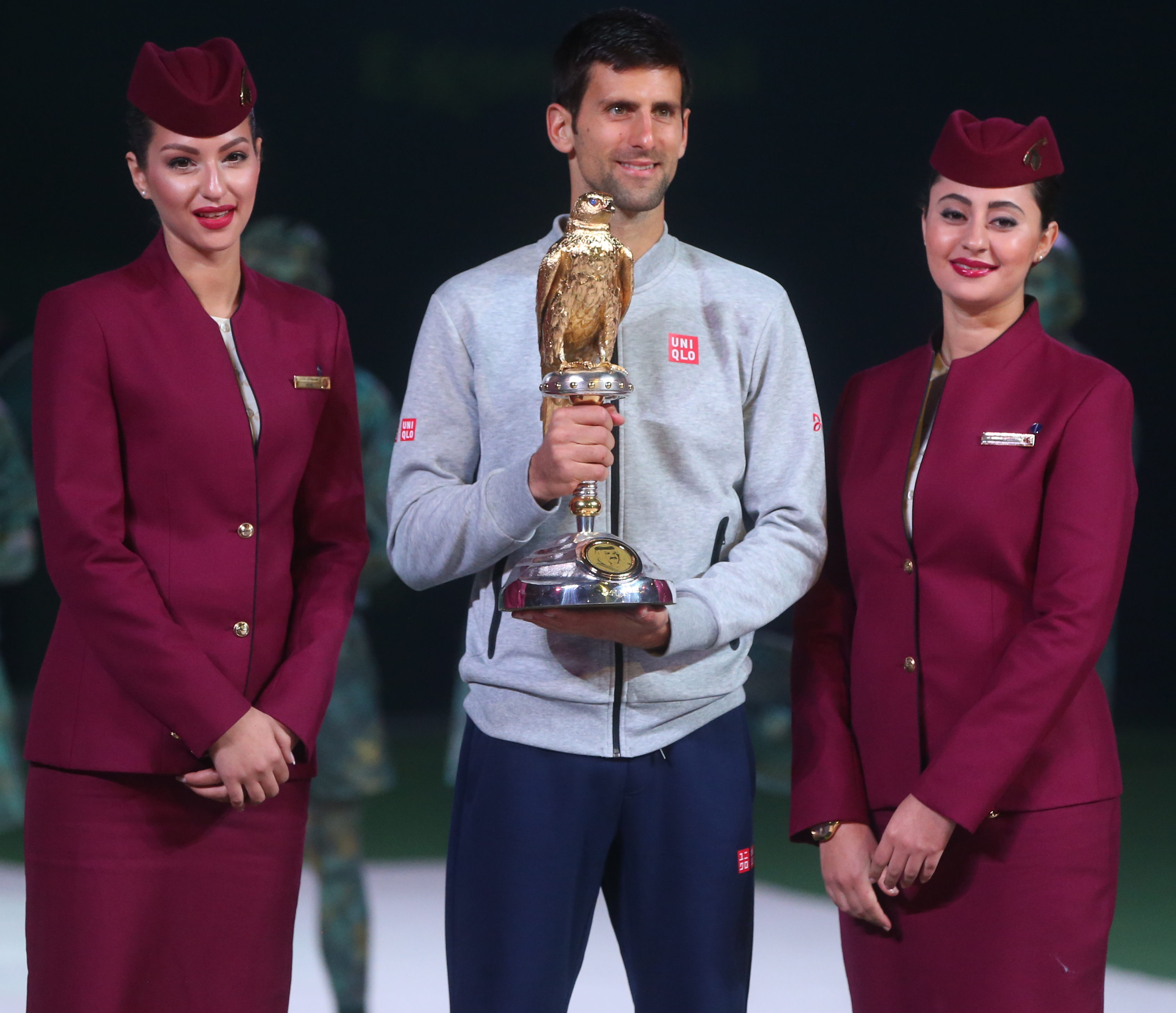
Novak Djoković, 2017
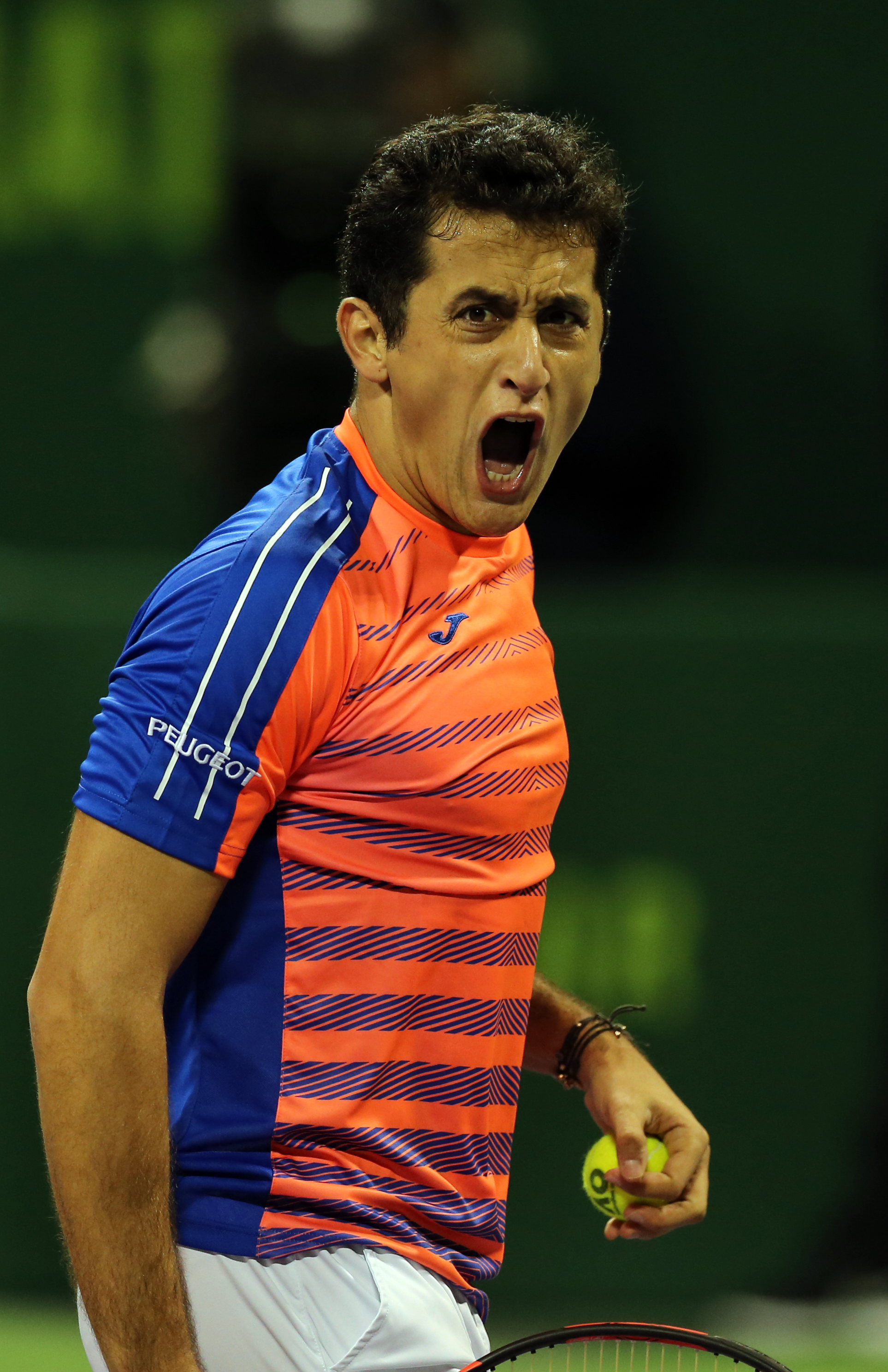
Nicolás Almagro, 2017